# Schutzgebiete im Natur- und Landschaftsschutz

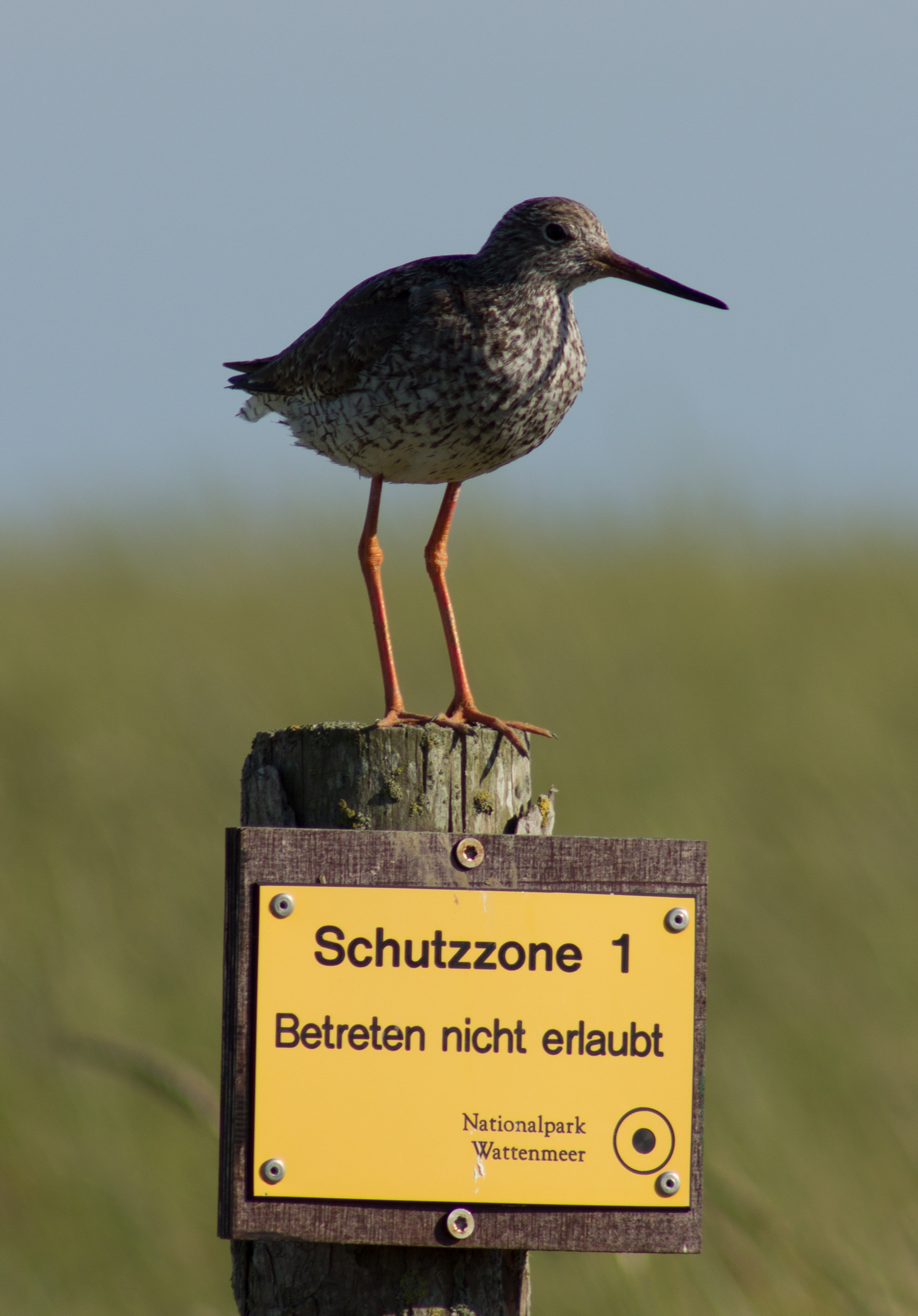
Schutzzone 1: Nationalpark Wattenmeer

Schutzgebiete im Natur- und Landschaftsschutz (NSG) sind abgegrenzte Landschaftsbestandteile oder Meer-/Seegebiete, deren Entwicklung im Sinne der jeweils für schutzwürdig erachteten Ziele des Natur- und Landschaftsschutzes erfolgen soll und deren Nutzung daher erheblichen Einschränkungen unterliegt. Die Unterschutzstellung soll helfen, die besondere Funktion dieser Gebiete – wie zum Beispiel die Lebensraumfunktion für gefährdete Tiere und Pflanzen – dauerhaft zu sichern. Die Nationalstaaten definieren Schutzgebietskategorien, die sich vor allem nach jeweiligem Landesrecht, Schutzzweck, Rechtsgrundlage und zuständiger Verwaltungsebene unterscheiden. Die Internationale Naturschutzunion IUCN erarbeitete ein international angewandtes System von Schutzgebietskategorien.

## Einführung

### Definitionen
Eine international gültige Definition ist die der IUCN (International Union for Conservation of Nature and Natural Resources):

“A protected area is a clearly defined geographical space, recognised, dedicated and managed, through legal or other effective means, to achieve the long term conservation of nature with associated ecosystem services and cultural values.”

„Ein Schutzgebiet ist ein klar definierter geographischer Raum, der durch rechtliche oder andere wirksame Mittel anerkannt, ausgewiesen und verwaltet wird, um eine langfristige Erhaltung der Natur und der damit verbundenen Ökosystemdienstleistungen und kulturellen Werte zu erreichen.“

Diese Definition gilt als eine moderne und präzise Formulierung des Begriffs. An dieser orientieren sich Staaten und anderen Territorialmächte bei ihrer regionalen Definitionen eines Schutzgebietes.
Die Definition des internationalen Abkommens Convention on Biological Diversity (CBD, Biodiversitätskonvention, die die völkerrechtliche Basis der weltweit meisten Schutzgebiete bildet), “a geographically defined area which is designated or regulated and managed to achieve specific conservation objectives”, bleibt dahingehend etwas unspezifischer, und umfasst die designierten Gebiete ebenso wie die mit wirksamen Regulativen ausgestatteten.

### Hintergrund
Als Naturschutzgebiet werden häufig Gebiete ausgewiesen, welche für die Erhaltung der Tier- und Pflanzenwelt, oft auch für landschaftliche und erdkundliche Eigenarten, von Bedeutung sind. Ziel ist es, Pflanzen- wie auch Tierarten in ihrem Verbreitungsgebiet unter Schutz zu stellen. Als Naturschutzgebiete werden auch Flächen ausgewiesen, wenn sie aus wissenschaftlichen oder naturgeschichtlichen Gründen, wegen ihrer Einzigartigkeit oder besonderen Schönheit als schützenswert gelten. Neben dem Schutz der Lebensräume bedrohter Tier- und Pflanzenarten (Habitatschutz) handelt sich dabei oft auch um Biotope (Biotopschutz), wie etwa Moorlandschaften, Gebirgslandschaften oder Wälder. Dazu treten Kulturlandschafts- und Kulturgutschutz (sofern dieser Umwelt-/Naturschutzbelange betrifft wie etwa bei Heidelandschaften oder ehemalige Hutewälder), sowie der Schutz natürlicher Ressourcen und von Verhältnissen, die Naturgefahren vorbeugen.
Ursprünglich ist bei der Schaffung von Schutzgebieten eine Unterscheidung in Belange des Naturschutzes – als dem Wesen nach: Schutz der Natur vor dem Menschen – und des Umweltschutzes – als: Schutz des Menschen vor Gefahren in der Natur – üblich gewesen. Moderne Konzepte betrachten beide nicht mehr getrennt, sondern voneinander abhängig und miteinander verbunden (Biosphärengedanke). So nimmt der Schutz natürlicher Ressourcen gegenüber klassischen Naturschutzgebieten einen immer breiteren Raum auch in der Erklärung von Schutzgebieten ein.
Dies schließt unter anderem auch die traditionelle Nutzung durch indigene Bevölkerungsgruppen ein, die seit langen Zeiten in solchen schutzwürdigen Räumen leben. Sie werden heute als „Ökosystem-Menschen“ betrachtet, die die Landschaft immer schon mitgestaltet haben – ohne sie dabei zu zerstören.
Dies setzt ein verändertes Verständnis des Natur-Begriffes voraus, der den Menschen nicht grundsätzlich als unvereinbaren Gegensatz zur Wildnis betrachtet. So weiß man heute beispielsweise, dass das Verbot der nomadischen Beweidung von Steppenregionen zu einer Verringerung der Artenvielfalt führen kann.
Die angepasste menschliche Nutzung hat hier zu einer ökologischen Aufwertung geführt. Dies trifft auch auf viele alte Kulturlandschaften Europas zu.
Unter den Begriff der Schutzgebiete fallen sowohl solche, die auf öffentlichem Recht, wie auch auf privatrechtlichen Verträgen oder freiwilliger Selbstverpflichtung beruhen: Zentrale Eigenschaft nach der Definition der IUCN ist ein Schutzgebietsmanagement und eine effektive Wirkung der Schutzgebietsausweisung, sowie – zumindest beabsichtigte – Nachhaltigkeit der Maßnahmen. Maßnahmen können der Erhaltung eines Zustandes dienen (etwa regelmäßige Beweidung von Magerrasen oder die mechanische Entfernung von Gehölzen aus Heidegebieten und anderen Offenlandbiotopen, die ansonsten verbuschen würden), einen früheren Zustand wieder (möglichst ähnlich) herstellen (etwa durch Waldrodung und Wiedervernässung ehemaliger Moore) oder aber durch „Nicht-Eingreifen“ den natürlichen Landschaftswandel ermöglichen (sogenannter Prozessschutz). In der anthropogen veränderten Landschaft, in den Spannungsfeldern dichtbesiedelter Regionen und vor dem Hintergrund neuartiger Entwicklungen wie der globalen Erwärmung oder der Ausbreitung invasiver exotischer Arten sind solche Maßnahmen oftmals strittig (etwa das Hinnehmen von Borkenkäferbefall in geschützten Altwäldern; die Frage, ob die Erhaltung einer Landschaft durch aufwändige Pflegemaßnahmen überhaupt im Sinne des Naturschutzes ist oder ob alle fremdländische Baumarten mit Naturverjüngung in Schutzgebieten weiterhin bekämpft werden oder doch im Rahmen eines klimaplastischen Waldes als „Neubürger“ akzeptiert werden).
Dass im modernen Umwelt- und Naturschutz großes Gewicht auf einen Managementplan gelegt wird, liegt daran, dass in der Vergangenheit zahlreiche Schutzgebiete zwar rechtswirksam verordnet wurden, aber ohne jegliche Festlegung von Schutzziel und Maßnahmen, sodass sie in der Praxis kein wirksames Schutzmittel darstellen.
In vielen weniger entwickelten Staaten ist oft unklar, ob und inwiefern ein nominelles Schutzgebiet auch tatsächlich als solches besteht, oder nur eine Willensäußerung darstellte.
Während in Europa Umwelt- und Naturschutz traditionell als hoheitliche Aufgabe gesehen wird, und Schutzgebiete meist gesetzlich verordnet sind, oder zumindest auf Förderungen und Ausgleichszahlungen aus öffentlicher Hand beruhen, sind beispielsweise in Nordamerika private Schutzgebiete weit verbreitet. Hier wird von Gönnern und Sponsoren in Form eigens dafür gegründeter Stiftungen (Funds) Land angekauft, und mit dem Recht des Eigentümers statutengemäß von Erschließung jeder Art Abstand genommen, ohne sich um staatliche Programme zu kümmern. In den USA beispielsweise gibt es 1500 solcher Gebiete mit fast 40.000 km².
Auch in Afrika sind die bestfunktionierenden Schutzgebiete teils privater Großgrundbesitz.
Auf nationaler und internationaler Ebene nehmen Zahlen und Flächen von Schutzgebieten kontinuierlich zu. So sind etwa in EU-Europa 23 % der Fläche als Schutzgebiete ausgewiesen, weltweit sind (Stand 2005) 114.000 Gebiete von der UN/IUCN erfasst, die etwa 13 % der Erdoberfläche bedecken.
Dazu kommen großräumige Schutzzonen, so sind etwa im Alpenraum 24 % der Fläche von rechtlichen Schutzgebieten im engeren Sinne überdeckt, weitere große Anteile durch unspezifischen Schutz ex-lege (etwa der Gletscher und hochalpinen Lagen als solche),
und die Region komplett von der Alpenkonvention überdeckt, die zahlreiche Maßnahmen fordert.
Hierbei wird zunehmend Fokus auf die Vernetzung der Gebiete gelegt, um Insellagen einzelner Schutzgebiete zu vermeiden, die lokalen Anstrengungen zu bündeln und harmonisieren, und überregionale und grenzüberschreitende Korridore zu fördern.

## Datenbanken und Klassifikation
Die UN List of Protected Areas (UN Liste geschützter Gebiete) ist das von der Commission on National Parks and Protected Areas (CNPPA) und dem UNEP World Conservation Monitoring Centre der UNO geführte Weltverzeichnis der Schutzgebiete (Im Rahmen des Umweltprogramm der Vereinten Nationen, UNEP).
Die IUCN führt eine international standardisierte Kategorisierung von Schutzgebieten durch, die sich auf den Charakter des Schutzgebietsmanagements bezieht. Es wird von der IUCN-Unterorganisation World Commission on Protected Areas (WCPA) betreut. Dieses System wird zudem bei der Erstellung der UN Liste geschützter Gebiete angewandt.
Global 200 ist eine weltweite Klassifikation der Ökoregionen durch den WWF, diese werden nach dem Zustand und Schutzbedarf (Conservation Risk Index, CRI) in kritisch, gefährdet, verletzlich, relativ stabil oder intakt eingeteilt. Zusätzlich sind 19 Priority Places festgestellt.
2020 veröffentlichten Forscher eine interaktive Weltkarte zu Regionen für bestehende und potenzielle Schutzgebiete, welche sie nach verschiedenen Klima- und Naturschutzzielen aufgliederten.

## International regulierte Schutzgebiete

### Vereinte Nationen
Die Schutzgebietsprojekte der UNO stehen unter der Führung der UNESCO:
- Biosphärenreservat (BR, Internationale Leitlinien für das Weltnetz der Biosphärenreservate, Man and Biosphere – MAB) → Liste der Biosphärenreservate
- UNESCO-Welterbestätten (World Heritage Site, WHS insbesondere das Naturerbe (World nature heritage), heute div. Kategorien; UNESCO World Heritage Committee) → UNESCO-Liste des Welterbes
- Important Plant Area (IPA) der Biodiversitätskonvention, methodisches Konzept der Global Strategy for Plant Conservation (Globale Strategie zum Schutz der Pflanzen), keine neue Schutzgebietskategorie, wird auf vorhandene anderweitige Schutzgebiete angewandt
- Ramsar-Gebiet (Geschütztes Feuchtgebiet, RG), zum Schutz vielfältiger Formen der Küsten- und Binnengewässer, aufgrund der Ramsar-Konvention

Unter dem Umweltprogramm (UNEP) angesiedelt sind:
- Ecologically and Biologically Significant Area in the High Seas (EBSA), ein in Aufbau begriffenes Programm
- Specially Protected Areas and Wildlife in the Wider Caribbean Region (SPAW), zur Umsetzung der Cartagena-Konvention für den Karibikraum (Bezeichnung der Gebiete: Protected Area PA und Wildlife Reserve WR)[14]

Die Mitgliedsstaaten der Vereinten Nationen haben sich 2023 auf ein Abkommen zum Schutz der Weltmeere geeinigt. Künftig sollen demnach mindestens 30 Prozent der Weltmeere als Schutzgebiete ausgewiesen werden.

### Weitere weltweite Kategorien
Es gibt eine Reihe von internationalen Kategorien, darunter Zertifizierungen, Verbünde, vertragsrechtliche Schutzgebiete oder Bedarfsfeststellungen internationaler Organisationen, die nur teilweise rechtliche Verbindlichkeit haben (Schutzgebiete im Sinne der Convention on Biological Diversity-Definition):
- Key Biodiversity Area (KBA) – internationales Rahmenkonzept für Feststellungs- und fachwissenschaftliche Projekte (IBA, IPA, EBSA, AZE, u. a.m.)
- Indigenous and community conserved area (ICCA) – von der IUCN als bedeutende Lebensräume indigener Völker festgestellt, in der UNEP-WCMC ICCA Registry geführt
- Freshwater Key Biodiversity Area (FWKBA) – in Aufbau befindliches Programm der IUCN-SSC[17]
- Centre of Plant Diversity (CPD) – von IUCN und WWF festgestellte Gebiete mit besonderem Schutzbedarf für Pflanzen (national oft als Kernzone eines Schutzgebiets umgesetzt)
- WWF-Naturreservat – vom WWF direkt betriebene eigene Schutzgebiete, diese fallen unter Vertragsnaturschutz (Selbstverpflichtung der Grundeigentümer).
- Important Bird Area und Endemic Bird Area sind von BirdLife aufgrund der von ihnen geführten Roten Liste der bedrohten Vogelarten festgestellte Gebiete ohne direkte rechtliche Schutzwirkung. Sie dienen meist als Basis für die nationale Ausweisung formeller Vogelschutzgebiete, etwa europäische Vogelschutzgebiete oder SPAW im Karibikraum

## Europäisches Schutzgebietsnetz
Auf europäischer Ebene wurden mit dem Programm Natura 2000 der Rahmen für eine europaweite Schutzgebietskategorie geschaffen. Die Richtlinien für FFH-Gebiete wurden und werden nach und nach in nationales Recht übernommen. Die Schutzziele und der Schutzrahmen ist vielfach weitergehend als bei Gebieten des jeweils nationalen Rechts.
Der Berner Konvention folgen:
- Natura 2000, ein Netzwerk von Schutzgebieten unter Gemeinschaftsrecht:
  - FFH-Gebiet nach Fauna-Flora-Habitat-Richtlinie (BBG/SCI/SAC; RL 92/43/EWG)
  - Europäisches Vogelschutzgebiet nach Vogelschutzrichtlinie (BSG/SPA, RL 79/409/EWG)

Die beiden Richtlinien verpflichten die Mitgliedstaaten, naturschutzwürdige Gebiete an die Europäische Kommission zu melden (Gebiet von gemeinschaftlicher Bedeutung respektive Besonderes Schutzgebiet), und diese in einer Nationalen Liste Natura 2000 zu führen. Nachdem der Staat seiner Meldepflicht nachkommen ist, gilt das Gebiet als Vorschlag zur Gemeinschaftsliste der EU (proposed Sites of Community Importance pSCI). Nach Prüfung und Auswahl seitens der EU scheinen sie verbindlich auf der Gemeinschaftsliste auf und werden Site of Community Importance (SCI) genannt. In weiterer Folge werden dann diejenigen Gebiete ausgewiesen, in denen die Schutzbestimmungen der EU-Richtlinien anzuwenden sind, und diese werden Special Area of Conservation (SAC, Besondere Schutzgebiete von Europäischem Interesse) genannt. Special Protection Area (SPA, Besonderes Schutzgebiet BSG) heißen speziell die Schutzgebiete nach der Vogelschutzrichtlinie.

## Weitere Schutzgebiete
Weitere Europaschutzgebiete (teils Vertragsnaturschutz, Rahmen-, Feststellungs-, Forschungs- oder Prämierungsprogramme) mit geringerer Bedeutung:
- Europäisches Biogenetisches Reservat – Europäisches Netzwerk biogenetischer Reservate, eine Initiative des Europarats zur Umsetzung der Berner Konvention
- Europäisches Diplom für geschützte Gebiete (Europäisches Naturschutzdiplom, Europadiplom) – Auszeichnung des Europarats, fünfjährig
- EUROPARC Federation – Netzwerk der gemeinschaftlichen länderübergreifenden Naturparks
- Gebiete der Europäischen Landschaftskonvention – Verleihung eines Landschaftspreises durch den Europarat[19]
- Naturwaldreservat (NWR) – Forschungsnetzwerk, betreut am European Forest Institut (EFI), teils national verbindliche Klassen
- Gebiet der Alpenkonvention – unspezifisches Rahmenkonzept

Mit angrenzenden Regionen:
- Das Emerald-Netzwerk (Smaragd-Gebiete, Area of Special Conservation Interest, ASCI, Besonderes Schutzgebiet) ist, wie Natura 2000 der Berner Konvention verpflichtet, eine Erweiterung des EU-Natura-2000-Konzepts auf EU-Assoziierte und Beitrittsländer, die nicht an die Richtlinien gebunden sind, aber freiwillig oder vorbereitend deren System umsetzen.
- Specially Protected Areas of Mediterranean Importance (SPAMI) – Assoziation der Europäischen Vogelschutzgebiete mit analogen Gebieten der Nichtmitglieder im Mittelmeerraum
- Gebiete der Mediterranean Landscape Charter – unspezifisches Rahmenkonzept

## Nationale Regelungen für Schutzgebiete

### Deutschland

#### Schutzkategorien
Die in Deutschland rechtsverbindlichen Schutzgebietskategorien sind in erster Linie im Bundesnaturschutzgesetz (BNatSchG), aber auch im Wasserhaushaltsgesetz (WHG) oder dem Bundeswaldgesetz (BWaldG) definiert. Gebiete lassen sich anhand ihres Schutzzweckes und ihrer Schutzziele zum Beispiel nach der Größe der Fläche, der naturräumlichen Ausstattung oder dem Vorhandensein schützenswerter Arten kategorisieren. Im Wesentlichen wird dabei immer eine Unterteilung in Natur- und Artenschutz sowie in Landschaftsschutz vorgenommen. Der Natur- und Artenschutz umfasst Gebiete mit strengen Schutzstatus, wie z. B. Nationalparke, Naturschutzgebiete und das Natura-2000-Netz, während der Landschaftsschutz Schutzkategorien beinhaltet, die einen vergleichsweise lockereren Schutzstatus besitzen, wie zum Beispiel Biosphärenreservate, Landschaftsschutzgebiete und Naturparke.

##### Internationale Schutzkategorien, die national Anwendung finden
- Natura 2000 (SPA / Vogelschutzgebiete und SAC / FFH-Gebiete)
- Ramsar-Gebiete
- Europäisches Landschaftsübereinkommen / European Landscape Convention
- Übereinkommen zum Schutz der Alpen

##### Nationale Schutzkategorien
Das Bundesnaturschutzgesetz (BNatSchG) weist folgende Schutzkategorien aus:
- § 23 BNatSchG: Naturschutzgebiete
- § 24 BNatSchG: Nationalparke und Nationale Naturmonumente
- § 25 BNatSchG: Biosphärenreservate
- § 26 BNatSchG: Landschaftsschutzgebiete
- § 27 BNatSchG: Naturparke
- § 28 BNatSchG: Naturdenkmäler
- § 29 BNatSchG: Geschützte Landschaftsbestandteile
- § 30 BNatSchG: Gesetzlich geschützte Biotope

Weiterhin finden sich folgende Klassifizierungen:
- § 12 BWaldG: Schutzwald
- § 13 BWaldG: Erholungswald
- § 25 BbgNatSchG und § 23 NatSchAG M-V: Horstschutzzonen

Auf Landesebene werden die in den Bundesgesetzen getroffenen Regelungen konkretisiert und dabei regionale Besonderheiten beachtet. Es können beispielsweise gem. § 30 BNatSchG zusätzlich zu den nach BNatSchG gesetzlich geschützten Biotoptypen von den Ländern weitere Biotoptypen unter Naturschutz gestellt werden. Auch ist die Unterschutzstellung von Waldgebieten in den Landeswaldgesetzen noch einmal gesondert geregelt, zum Beispiel im Falle der Bann- und Schonwälder (§ 32 LWaldG Baden-Württemberg, § 13 ForstG Hessen, Artikel 11 BayWaldG Bayern). Für die Bundesländer Niedersachsen, Schleswig-Holstein und Mecklenburg-Vorpommern ist aufgrund ihrer geographischen Lage am Meer, eine Vertiefung der in § 61 BNatSchG getroffenen Regelungen zur Freihaltung von Gewässern und Uferzonen vorgenommen worden. Außerdem haben Brandenburg und Mecklenburg-Vorpommern den Schutz von Lebensstätten besonders und streng geschützter Tier- und Pflanzenarten (§ 10 BNatSchG) durch den sogenannten „Horstschutz“ ergänzt (§ 25 BbgNatSchG und § 23 NatSchAG M-V). Dies sind gesondert ausgewiesene Zonen zum Schutz der Nester von Greif- und anderen Großvögeln, zum Beispiel Adler, Wanderfalken, Schwarzstörche oder Uhus.
Entsprechend ihrer unterschiedlichen Definition und Zielsetzung können sich Objekte verschiedener Schutzgebietskategorien überlappen. Häufig kommt das z. B. bei Natura-2000-Gebieten und Naturschutzgebieten vor, ungebräuchlich ist es dagegen z. B. zwischen Naturschutzgebieten und Flächennaturdenkmalen. Änderungen am Status eines Objektes berühren nicht automatisch den Status eines Objektes anderer Kategorie auf der gleichen Fläche, z. B. bleibt nach Löschung eines Naturschutzgebietes der Status seiner gesetzlich geschützten Biotope erhalten.
Die Größe eines Schutzgebietes bestimmt maßgeblich, inwieweit die Schutzfunktion erfüllt werden kann. Kleine Schutzgebiete werden oft stärker von der Umgebung beeinflusst, da die Außengrenzen im Verhältnis zur Fläche relativ lang sind. Große Schutzgebiete stellen Verbindungen zwischen verschiedenen Naturräumen und sind somit besonders wertvoll für Flora und Fauna. Außerdem wird dabei der Habitatfragmentierung durch Landschaftszerschneidung entgegengewirkt.
Im Hinblick auf das Thema Natur- und Artenschutz zeigt sich, dass ein direkter Zusammenhang mit den jeweiligen Hemerobiestufen der Flächennutzung in der ausgewählten Gebietseinheit besteht. Dies bedeutet, dass der Anteil an, für den Natur- und Artenschutz besonders wertvollen Gebieten dort am größten ist, wo die vorherrschende Nutzungsart am natürlichsten bzw. am naturnahesten ist. Im Umkehrschluss bedeutet dies, dass der Indikator beispielsweise in Agglomerationsräumen oder intensiv landwirtschaftlich genutzten Gebieten geringere Werte aufweist.
Im Jahr 2002 wurde mit der Novellierung des Bundesnaturschutzgesetzes in Deutschland erstmals die Vernetzung geschützter Teile von Natur und Landschaft gesetzlich festgelegt. Im § 20 BNatSchG heißt es dazu: Es wird ein Netz verbundener Biotope (Biotopverbund) geschaffen, das mindestens 10 Prozent der Fläche eines jeden Landes umfassen soll.

#### Schutzgebietsverteilung

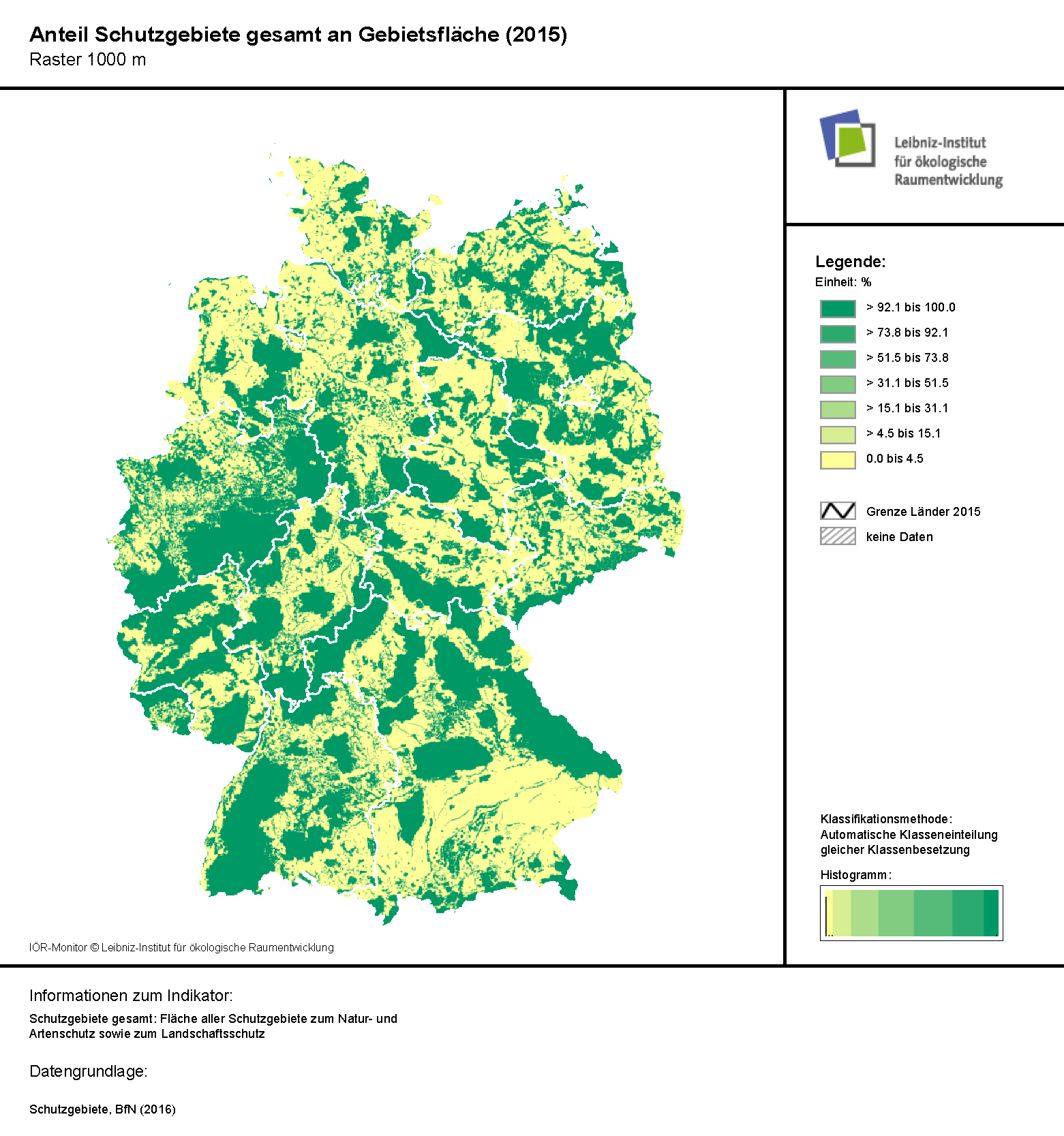
Die Karte des IÖR-Monitor zeigt den Anteil der Schutzgebiete an der Gebietsfläche.

Ein Teil der im BNatSchG aufgeführten geschützten Teile von Natur und Landschaft werden jährlich als Geodaten vom Bundesamt für Naturschutz (BfN) veröffentlicht. Im Monitor der Siedlungs- und Freiraumentwicklung (IÖR-Monitor) werden diese Daten aufbereitet, um auf verschiedenen räumlichen Ebenen Auskunft über den Anteil und die Lage von geschützten Gebieten in Deutschland zu geben. In den angebotenen Indikatoren wird unterschieden in Gebiete mit strengen Schutzstatus (Naturschutzgebiete, Nationalparke und Natura 2000 Gebiete) und in Gebiete mit allgemeinen Schutzstatus (Naturparke, Landschaftsschutzgebiete und Biosphärenreservate).
Die Verteilung der Schutzgebiete in Deutschland ist eher unregelmäßig. Naturgemäß weisen kreisfreie (Groß)Städte weniger Schutzgebiete auf als die Landkreise. Allerdings gibt es auch Gegenbeispiele, so zeichnen sich zum Beispiel die Städte Suhl (100 %), Jena (66,9 %) und Wiesbaden (65,9 %) durch einen hohen Anteil an Schutzgebieten aus. Generell weisen Regionen mit einer vielfältigen Naturraumausstattung überdurchschnittlich hohe Anteilswerte auf, teilweise erreichen Kreise, wie der Oberbergische Kreis und der Kreis Olpe in Nordrhein-Westfalen sowie die Landkreise Cham und Regen im Bayerischen Wald, volle Flächendeckung (Anteil an Schutzgebieten 100 %). Niedrige Schutzgebietsanteile besitzen die Stadtstaaten Berlin (17,4 %), Hamburg (29,6 %) und Bremen (31,9 %) sowie die Naturräume an der Nordseeküste einschließlich des Hinterlands und im Alpenvorland. Der Landkreis mit dem niedrigsten Wert ist Rottal-Inn (1,6 %) in Südbayern. Die Trendentwicklung zeigt allerdings, dass der Flächenanteil der Schutzgebiete in Deutschland in den letzten Jahren gestiegen ist (siehe Tabelle).
| Bundesland             | Gesamt                   | Gesamt                                  | Gebiete des Natur- und Artenschutzes (Nationalparke, Naturschutzgebiete, Fauna-Flora-Habitat-Gebiete, Vogelschutzgebiete) | Gebiete des Natur- und Artenschutzes (Nationalparke, Naturschutzgebiete, Fauna-Flora-Habitat-Gebiete, Vogelschutzgebiete) | Gebiete des Landschaftsschutzes (Naturparke, Landschaftsschutzgebiete, Biosphärenreservate) | Gebiete des Landschaftsschutzes (Naturparke, Landschaftsschutzgebiete, Biosphärenreservate) |
|                        | 2015 (alle Angaben in %) | Veränderung zu 2006 (alle Angaben in %) | 2015 (alle Angaben in %)                                                                                                  | Veränderung zu 2006 (alle Angaben in %)                                                                                   | 2015 (alle Angaben in %)                                                                    | Veränderung zu 2006 (alle Angaben in %)                                                     |
| ---------------------- | ------------------------ | --------------------------------------- | --- | --- | ------------------------------------------------------------------------------------------- | ------------------------------------------------------------------------------------------- |
| Baden-Württemberg      | 53,9                     | + 7,5                                   | 17,6 | + 4,3 | 36,3                                                                                        | + 0,3                                                                                       |
| Bayern                 | 47,0                     | + 0,6                                   | 11,4 | + 0,1 | 35,6                                                                                        | + 0,5                                                                                       |
| Berlin                 | 18,7                     | + 1,6                                   | 7,6 | − 0,1 | 11,1                                                                                        | + 1,7                                                                                       |
| Brandenburg            | 52,7                     | + 0,4                                   | 26,5 | – | 26,2                                                                                        | + 0,4                                                                                       |
| Bremen                 | 31,1                     | + 0,1                                   | 23,9 | + 0,4 | 7,2                                                                                         | − 0,3                                                                                       |
| Hamburg                | 29,6                     | + 0,6                                   | 11,1 | + 0,7 | 18,5                                                                                        | − 0,2                                                                                       |
| Hessen                 | 55,2                     | − 3,8                                   | 21,3 | + 0,1 | 33,9                                                                                        | − 3,9                                                                                       |
| Mecklenburg-Vorpommern | 44,8                     | + 7,3                                   | 30,2 | + 8,9 | 14,5                                                                                        | − 1,7                                                                                       |
| Niedersachsen          | 40,2                     | + 3,5                                   | 11,4 | + 1,1 | 28,7                                                                                        | + 2,4                                                                                       |
| Nordrhein-Westfalen    | 66,1                     | + 6,3                                   | 11,5 | + 0,9 | 54,6                                                                                        | + 5,4                                                                                       |
| Rheinland-Pfalz        | 60,4                     | + 4,2                                   | 20,0 | + 2,4 | 40,4                                                                                        | + 1,7                                                                                       |
| Saarland               | 72,5                     | + 6,6                                   | 12,3 | + 0,3 | 60,2                                                                                        | + 6,2                                                                                       |
| Sachsen                | 44,6                     | + 1,0                                   | 15,8 | − 0,1 | 28,9                                                                                        | + 1,2                                                                                       |
| Sachsen-Anhalt         | 44,1                     | + 1,4                                   | 11,8 | + 0,2 | 32,4                                                                                        | + 1,3                                                                                       |
| Schleswig-Holstein     | 34,1                     | + 1,4                                   | 11,2 | + 0,7 | 22,9                                                                                        | + 0,7                                                                                       |
| Thüringen              | 44,5                     | + 7,6                                   | 17,1 | + 0,1 | 27,4                                                                                        | + 7,4                                                                                       |
| Deutschland            | 49,2                     | + 2,7                                   | 16,1 | + 1,5 | 32,2                                                                                        | + 1,3                                                                                       |

### Österreich
In Österreich

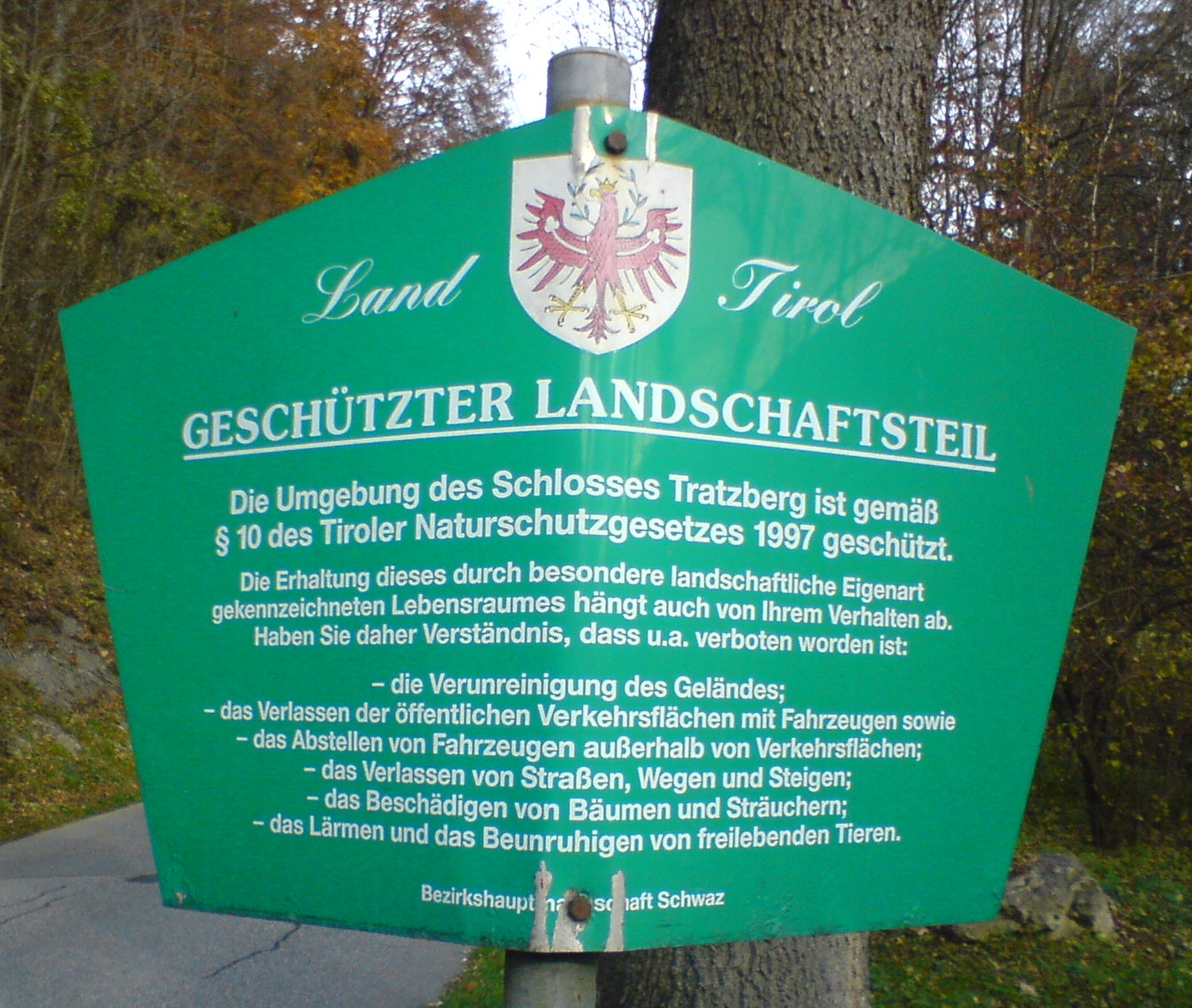
Naturschutzgebiet-Schild in Tirol

waren mit 2021 insgesamt 1453 groß- und mittelflächige Schutzgebiete ausgewiesen. Ende 2000 standen 1277 Gebiete mit einer Fläche von 17.168,28 km²
unter Schutz. Die Gesamtfläche an Schutzgebieten aller Kategorien wurde 1998 in einer Arbeit mit 21.441,75 km²,
und 2021 vom Umweltbundesamt mit 40.190 km²
angegeben, sodass man davon ausgehen kann, dass die Gesamtfläche des geschützten Gebiets durchschnittlich von etwa zwei Kategorien erfasst wird. Die annähernde Verdopplung der ausgewiesenen Gebiete von 1998 bis 2021 ist primär auf die Zunahme der Europa- und UNESCO-Schutzgebiete zurückzuführen, die sich meist mit einem schon vorhandenen nationalen Schutzgebiet überdecken.
Mit 2001 waren 20,5 %, also ein Fünftel des österreichischen Staatsgebietes natur- oder landschaftsgeschützt. Daneben liegen aber zwei Drittel des Landes in der – nicht objektbezogenen – Schutzzone der Alpenkonvention.

#### Rechtliche Regelungen in Österreich
In Österreich
sind die Länder für die Regelungen im Naturschutz zuständig. Daher gibt es für jedes Land ein eigenes Naturschutzgesetz (samt dazugehörigen Durchführungsverordnungen), und kein Naturschutz- oder Naturschutzrahmengesetz des Bundes. Der Beitritt zu internationalen Übereinkommen zum Schutz von Natur und Landschaft erfolgt – im Einvernehmen mit den Bundesländern – durch den Bund, der auch die entsprechenden Gesetze verabschiedet. Einzig die Nationalparks in Österreich sind bundesrechtlich über Einzelgesetze geregelt und beruhen auf Zusammenarbeit des Bundes mit den jeweils beteiligten Ländern (§ 15a-Verträge). Die Geodaten sind über den österreichischen Geodatenverbund Geoland und die GIS-Fachstellen der Länder verfügbar.
Die Zielsetzungen der Naturschutzgesetze sind
- Schutz der heimischen Tier- und Pflanzenwelt und deren Lebensräume
- Schutz eines ungestörten und funktionsfähigen Naturhaushaltes
- Schutz der Vielfalt, Eigenart, Schönheit und des Erholungswertes von Natur und Landschaft.

Die österreichischen Landesnaturschutzgesetze sind:
- Burgenländisches Naturschutz- und Landschaftpflegegesetz (NG 1990)[35][36]
- Kärntner Naturschutzgesetz 2002 (K-NSG 2002)[37][38]
- Niederösterreichisches Naturschutzgesetz 2000 (NÖ NSchG 2000)[39][40]
- Oberösterreichisches Natur- und Landschaftsschutzgesetz 2001 (Oö. NSchG 2001)[41][42]
- Salzburger Naturschutzgesetz 1999 (NSchG 1999)[43][44]
- Steiermärkisches Naturschutzgesetz (NschG 1976)[45][46]
- Tiroler Naturschutzgesetz 2005 (TNSchG 2005)[47][48]
- Gesetz über Naturschutz und Landschaftsentwicklung – Vorarlberg (GNL)[49][50]
- Wiener Naturschutzgesetz 1998 (o. Abk.)[51][52]

Außerdem sind die Raumordnungsgesetze, Jagd- und Fischereigesetze, Pflanzenschutzgesetze und Ähnliches der Bundesländer relevant, sowie zahlreiche Bundesgesetze, die indirekt in die Materie eingreifen.
Daneben sind gemeinsames EU-Recht und eine Fülle von internationalen und zwischenstaatlichen Abkommen für die Ausweisungen und Unterschutzstellung von Belang. Diese sind teils rechtswirksam, teils Absichtserklärungen und Bedarfsfeststellungen, die über nationale Schutzkategorien abgedeckt werden. Beitritte und die Umsetzung des überstaatlichen Schutzes von Natur und Landschaft erfolgt – im Einvernehmen mit den Bundesländern – durch den Bund.
Zu den Rechtsgrundlagen im Einzelnen siehe bei den jeweiligen Schutzformen.

#### Schutzgebietskategorien in Österreich
Schutzgebietskategorien in Österreich sind:
| Land | Anzahl | Fläche | %  |
| --- | ------ | ------ | -- |
| Burgenland |        |        |    |
| Kärnten |        |        |    |
| Niederösterreich |        |        |    |
| Oberösterreich | 0164   |        |    |
| Salzburg | 250    | 2.282  | 31 |
| Steiermark |        |        |    |
| Tirol | 0081   | 3.238  | 25 |
| Vorarlberg | 0067   |        |    |
| Wien | 0023   | 0128   | 31 |
| - Anzahl: groß- und mittelflächige Schutzgebiete (mit Überschneidungen), ohne Naturdenkmale und Alpenkonvention - Fläche: unterschutzgestellte Fläche in km² - %: Prozent der Landesfläche Stand: 6/2010 |        |        |    |

- Internationale Verpflichtungen:[27]
  - Europaschutzgebiete: Natura-2000-Gebiete (FFH, Vogelschutz, Wild-Europaschutzgebiete), Biogenetische Reservate, Europadiplomgebiete; Schutzgebiet der Alpenkonvention
  - UNESCO: Welterbe-Gebiete (derzeit nur Kulturlandschaften, kein Weltnaturerbe), Biosphärenreservate, Geoparks, Ramsar-Schutzgebiete; IUCN: Wildnisgebiete, Important Plant Areas.

- Bundesrecht:[27]
  - Gartendenkmale (Denkmalschutzgesetz),
  - Wasserschutzgebiete und Wasserschongebiete (Wasserrecht),
  - Schutzwald und Bannwald (Forstrecht),
  - Geschützte Höhlen des Höhlenkatasters (Naturhöhle, Schauhöhle; Naturhöhlengesetz)

- Landesrecht (Naturschutzgesetze):[27]
  - Nationalparke (einzelne Nationalparkgesetze NP-G),
  - Europaschutzgebiet – landesrechtliche Umsetzung des natura-2000-Programms, inzwischen weitgehend in allen Bundesländern eine eigene Schutzkategorie
  - Landschaftsschutzgebiete
  - Naturparke
  - Naturschutzgebiete
  - geschützte Landschaftsteile
  - Naturdenkmäler (Objektschutz von Einzelerscheinungen)
  - Geschützte Biotope bzw. Lebensräume – der Lebensraumschutz ist nicht unmittelbar objektbezogen.[62] Dabei sind geschützt: Magerwiesen, Feuchtgebiete, Gewässer und deren Ufer bzw. Umgebung, Alpinregionen und Gletscher. Dazu zählen aber auch Moore, etwa die Gebiete des Moorschutzkatalogs[63] oder des Österreichischen Gletscherinventars[64]
  - Laichschongebiete (Fischereirecht),
  - Wildbiotopschutzgebiete und Ruhegebiete (Jagdrecht)

- Daneben gibt es verschiedene spezifische landesrechtliche Unterschutzstellungen nach dem Naturschutzrecht,[65] wie Sonderschutzgebiete (Tirol, Sbg., Ktn.), Örtliche Schutzgebiete (Vlbg.), geschützte Naturgebilde/Naturdenkmäler von örtlicher Bedeutung/Örtliche Naturdenkmale (Sbg., Vlbg., Ktn.), Ökologische Entwicklungsflächen (Wien), Schutzgebiet Wald- und Wiesengürtel (Wien), Baumschutzverordnungen (Stadt Sbg., unspezifischer Objektschutz), Geschützte Grünbestände (Ktn.), Parkschutzgebiete (Wien), Pflanzenschutzgebiete (Vlbg. Bgld, Sbg, Steiermark), besonderer Höhlenschutz
- außerhalb der landesrechtlichen Bestimmungen sind auch verschiedene Flächen vertraglich geschützt: Solche Verträge dienen in der Regel der Pflege der Natur abseits von rechtlichen Vorschriften. Privatrechtlich abgesichert sich im Rahmen verordneter Schutzgebiete aber auch die Naturwaldreservate.

### Schweiz

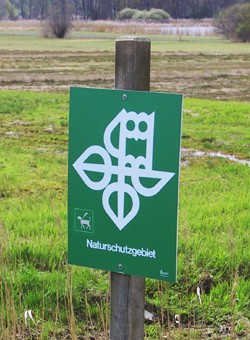
Naturschutzgebiet-Schild in der Schweiz

Der rechtliche Rahmen für Naturschutzgebiete wird auf Stufe des Bundes definiert durch das Bundesgesetz über den Natur- und Heimatschutz (NHG) vom 1. Juli 1966 und dessen Ausführungsbestimmungen, geregelt in der Verordnung über den Natur- und Heimatschutz (NHV) vom 16. Januar 1991. In diesem Gesetz wird der Begriff „Naturschutzgebiet“ allerdings nicht definiert oder auch nur explizit erwähnt. In diesem Gesetz heißt es u. a.:
- (Art 1) Dieses Gesetz hat zum Zweck, …
- (Art 1.a) das heimatliche Landschafts- und Ortsbild, die geschichtlichen Stätten sowie die Natur- und Kulturdenkmäler des Landes zu schonen, zu schützen sowie ihre Erhaltung und Pflege zu fördern; …
- (Art 1.d) die einheimische Tier- und Pflanzenwelt sowie ihre biologische Vielfalt und ihren natürlichen Lebensraum zu schützen; …
- (Art 13.1) Der Bund kann Naturschutz, Heimatschutz und Denkmalpflege unterstützen, indem er an die Kosten der Erhaltung, des Erwerbs, der Pflege, Erforschung und Dokumentation von schützenswerten Landschaften, Ortsbildern, geschichtlichen Stätten oder Natur- und Kulturdenkmälern Beiträge bis höchstens 35 Prozent gewährt …
- (Art 13.3) Die angeordneten Schutz- und Unterhaltsmaßnahmen bilden öffentlich-rechtliche Eigentumsbeschränkungen (Art. 702 ZGB37). Sie verpflichten den jeweiligen Grundeigentümer und sind auf Anmeldung des Kantons im Grundbuch anzumerken …

Aus diesen Ausführungen kann abgeleitet werden, dass als staatliche Naturschutzgebiete die Gebiete mit öffentlichen-rechtlichen Eigentumsbeschränkungen zum Erhalt der einheimischen Tier- und Pflanzenwelt, der biologischen Vielfalt und ihrem natürlichen Lebensraum gelten.
Viele schützenswerte Gebiete und Biotope sind bisher allerdings nicht mit solchen öffentlich-rechtlichen Eigentumsbeschränkungen belegt. Diese Gebiete werden in Inventaren aufgeführt. Inventargebiete bezeichnen unter anderem Hochmoore, Übergangsmoore, Flachmoore, Amphibienlaichgebiete, Auen, Trockenwiesen und Trockenweiden etc. oder ganze Naturlandschaften (Moorlandschaften, Auenlandschaften) und klassieren diese nach bestimmten Kriterien in national, kantonal, regional oder kommunal bedeutende Objekte. Inventare sind in der Regel behördenverbindlich. Daneben gibt es auch noch eine Vielzahl nichtstaatlicher Naturschutzgebiete (Vertragsnaturschutz). Dies sind in der Regel Gebiete, in denen private Naturschutzorganisationen Land zum Schutze der Natur erwerben und als Eigentümer bewahren. So ist z. B. Pro Natura in der ganzen Schweiz an über 600 Naturschutzgebieten beteiligt.
Naturschutzgebiete werden in der gesamten Schweiz meist mit dem Symbol der Eule markiert. Unter diesem Symbol werden national bis kommunal bedeutende öffentlich-rechtlich geschützte Gebiete sowie die Naturschutzgebiete von ProNatura beschildert. Damit ist das grüne Eulensymbol zum schweizweit bekannten gemeinsamen Kennzeichen für Naturschutzgebiete aller Arten geworden.
| Code in internationalen Datenbanken                                                                            | Bezeichnung                                                                                   | Gesetzliche Grundlage teils mit Liste der Objekte im Anhang                                                                                          | SPARQL-Abfrage listet die in Wikidata erfassten Objekte in Tabelle, Karte oder Galerie auf |
| --- | --------------------------------------------------------------------------------------------- | --- | ------------------------------------------------------------------------------------------ |
| CH01 | Schweizerischer Nationalpark                                                                  | Bundesgesetz über den Schweizerischen Nationalpark im Kanton Graubünden (Nationalparkgesetz, 19.12.1980)                                             |                                                                                            |
| CH02 | Bundesinventar der Hoch- und Übergangsmoore von nationaler Bedeutung                          | Verordnung über den Schutz der Hoch- und Übergangsmoore von nationaler Bedeutung                                                                     | SPARQL-ABFRAGE                                                                             |
| CH03 | Bundesinventar der Auengebiete von nationaler Bedeutung                                       | Verördnung über den Schutz der Auengebiete von nationaler Bedeutung                                                                                  | SPARQL-ABFRAGE                                                                             |
| CH04 | Bundesinventar der Flachmoore von nationaler Bedeutung                                        | Verordnung über den Schutz der Flachmoore von nationaler Bedeutung                                                                                   | SPARQL-ABFRAGE                                                                             |
| CH05 | Bundesinventar der Amphibienlaichgebiete von nationaler Bedeutung                             | Verordnung über den Schutz der Amphibienlaichgebiete von nationaler Bedeutung                                                                        | SPARQL-ABFRAGE                                                                             |
| CH06 | Bundesinventar der Trockenwiesen und -weiden von nationaler Bedeutung                         | Verordnung über den Schutz der Trockenwiesen und -weiden von nationaler Bedeutung                                                                    | SPARQL-ABFRAGE (unvollständig, Stand 4. Nov. 2023)                                         |
| CH09 | Bundesinventar der Wasser- und Zugvogelreservate von internationaler und nationaler Bedeutung | Verordnung über die Wasser- und Zugvogelreservate von internationaler und nationaler Bedeutung                                                       |                                                                                            |
| CH10 | Bundesinventar der eidgenössischen Jagdbanngebiete                                            | Verordnung über die eidgenössischen Jagdbanngebiete (30.09.1991)                                                                                     |                                                                                            |
| CH13 | RAMSAR-Gebiete                                                                                | Übereinkommen über Feuchtgebiete von internationaler Bedeutung (RAMSAR-Konvention, 02.02.1971)                                                       |                                                                                            |
| CH14 | Smaragd-Gebiete                                                                               | Übereinkommen über die Erhaltung der europäischen wildlebenden Pflanzen und Tiere und ihrer natürlichen Lebensräume (Berner Konvention, 19.09. 1979) |                                                                                            |
| Quelle: Legal or equivalent instrumentes used by countries for de designation of protected and conserved areas |                                                                                               | |                                                                                            |

### Slowenien
Slowenien ist EU-Mitglied und auch in den wichtigen internationalen Gremien vertreten, daher finden sich alle internationalen und EU-Schutzgebiete: UNESCO-Welterbe (Svetovna dediščina, von dem die Höhlen von Škocjan Weltnaturerbe sind), Biosphärenreservat (Biosferni rezervat, Biosferno območje, UNESCO Man and Biosphere, MAB – 3 Gebiete), Ramsar-Gebiet (Ramsarska lokaliteta/območje, →Liste), Wildnisgebiet (Divjino območje, IUCN), Natura-2000-Gebiete (EU: FFH-Gebiete Spomenik oblikovane narave und Vogelschutzgebiete Posebno varstveno obmocje), Europadiplom-Gebiete (Evropska diploma, EK, der Nationalpark Triglav).
In Slowenien fasst man unter Naturschutzgebiet (Zavarovano območje) die im Abschnitt 3.3. § 53 ff Gesetz zur Erhaltung der Natur (Zakon o ohranjanju narave – ZON) geregelten Gebiete zusammen:
| - Širša zavarovano območje (Großes Schutzgebiet), § 67 ZON: →Liste - Narodni park (NP, Nationalpark), § 69 ZON: 1, der Nationalpark Triglav (IUCN II/V) - Regijski park (RP, Regionalpark), § 70 ZON: 3 (IUCN V/II) - Krajinski park (KP, wörtlich Landschaftspark, auf Deutsch Landschaftsschutzpark in Abgrenzung von Landschaftspark), § 71 ZON: 44 (IUCN V) | - Širša zavarovano območje (Kleines Schutzgebiet) - Naravni spomenik (NS, Naturdenkmal), § 64 ZON: etwa 1276 - Strogi naravni rezervat (SNR, Strenges Naturreservat), § 65 ZON: 1 (IUCN I) - Naravni rezervat (NR, Naturreservat), § 66 ZON: 54 (IUCN IV und I) |

(Angaben zu Anzahl Stand März 2012)
Daneben gibt es folgende Schutzkategorien:
- Naravne vrednot (NV, Naturwert): ex-lege-Schutz § 4 und Abschnitt III ZON und verordnet RS 111/2004;[77] es umfasst Geotope, Mineralien- und Fossilienfundorte, Karsterscheinungen, Höhlen, Schluchten, Gletscher und glazialen Formen, Quellen, Wasserfälle, Stromschnellen, Seen, Moore, Bäche und Flüsse, Strand, Tier- und Pflanzenarten, Lebensräume, Ökosysteme, Landschaften und gestaltete Landschaft; um die 8000 →Naturwerte in Slowenien[78]
  - Naravne vrednot so državnega pomena (Naturwert von nationaler Bedeutung)
  - Naravne vrednot so lokalnega pomen (Naturwert von lokaler Bedeutung)

Die Naturwerte werden, wenn sie über 1 km² haben, als „Gebiet von Naturwert“ (Območje naravnih vrednot) und bei über 1 km Ausdehnung ‚von linearem Charakter‘ (Naravnih vrednotah linijskega značaja) bezeichnet (§ 2 Z. 5 Ul. RS 111/2004; Zusatz V)[77]
- Ekološko pomembno obmocje (EPO, Ökologisch bedeutendes/sensibles Gebiet): Ressourcenmanagement- und Biodiversitätsgebiete nach § 32 ZON und RS 48/2004;[79] ca. 300 (umfasst auch die Natura-2000-Gebiete), →Ökologisch bedeutende Gebiete in Slowenien[80]